# ヤンキーララバイ
ヤンキーララバイは、2019年7月2日から2024年3月18日までパチンコ★パチスロTV!で放送されたパチンコ・パチスロ番組。初回放送は隔週月曜日の22:00 - 23:00。

## 概要
死立魚蘭学園の最強ヤンキー軍団（木村魚拓、くり、ジロウ）が、ケンカではなくパチンコ・パチスロで他校のヤンキーと3対3でノリ打ち対決し、トータル収支で勝敗をつける実戦バラエティー番組。
レギュラーが白い学ラン、ゲストが黒い学ランを着用して対決していたが、#49より番長ジロウが黒学ランを着用しゲストとチームを組み、副番くり・パシリ木村チームを相手にノリ打ち対決する形式となった。
ナレーションは木村魚拓が担当していたが、#76からジロウが担当。
初回放送日は隔週火曜日だったが、2019年10月から第1・3月曜日、2020年8月から隔週月曜日に変更された。
2024年3月18日初回放送の#114をもって番組終了。

## 出演者
- 木村魚拓 - パシリ
- くり - 副番長
- ジロウ - 番長

## 放送リスト
※収支の「白」はレギュラーチーム「黒」はゲストチーム、太文字は勝利チーム